# El Canto del Loco: Personas (La película)
El Canto del Loco: Personas (La película) és una pel·lícula-documental dirigida per Félix Viscarret sobre el grup espanyol. La pel·lícula només es va projectar entre els dies 2 i 11 de gener del 2009 a les sales digitals d'Espanya. Però prèviament el dia 29 de desembre del 2008 es va produir la preestrena de la pel·lícula a bord d'un AVE direcció Madrid - Barcelona, Barcelona - Madrid. Aquell dia 200 seguidors del grup van poder gaudir del film juntament amb els seus ídols: en Dani Martín, en David Otero i en Chema Ruiz.

## Argument
A la pel·lícula es pot veure com els membres del grup ens ensenyen les seves interioritats comportant-se com a persones normals i corrents que només volen apropar-se al públic amb les seves cançons i les seves lletres. Al film es pot veure des de fragments de concerts de la gira Personas, fins als pares dels protagonistes passant per crítics musicals o escenes ben curioses i divertides.

## Repartiment
- Dani Martín
- David Otero
- Chema Ruiz
- Intervencions:
  - Coque Malla
  - Carlos Jean
  - David Summers
  - Iván Ferreiro

## Producció
Rodada a Madrid, València, Castelló de la Plana, Alacant, Girona, Salou, Alcalá de Henares i Toledo, entre altres localitzacions.

## Música
- El Canto del Loco